# Adolf von Blome

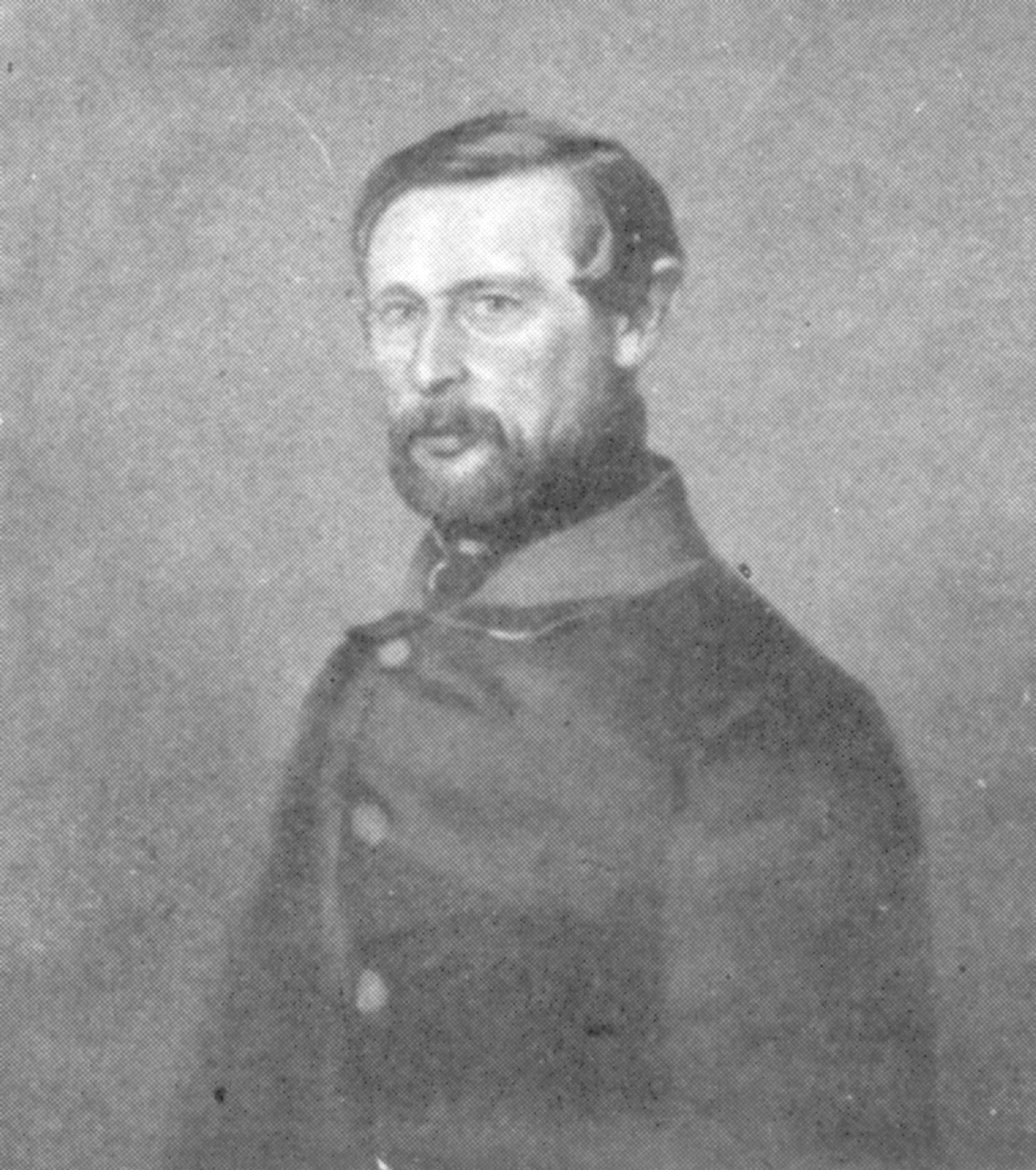
Adolf von Blome

Baron Adolf Friedrich von Blome (* 15. März 1798 auf Gut Salzau; † 10. Juli 1875 auf Heiligenstedten) war ein holsteinischer Gutsbesitzer, Jurist, dänischer Diplomat und Politiker. 

## Leben
Blome stammte aus der Salzauer Linie des Adelsgeschlechts von Blome. Sein Vater war Baron Friedrich von Blome (1769–1818), seine Mutter Charlotte geb. Reichsgräfin von Platen-Hallermund (1778–1857). Der zum Grafen erhobene Otto von Blome (1795–1884) auf Salzau usw. war sein älterer Bruder, Gustav von Blome sein Neffe.
Er studierte Rechtswissenschaft an der Friedrich-Wilhelms-Universität zu Berlin, der Christian-Albrechts-Universität zu Kiel und der Georg-August-Universität Göttingen. Nach den Examen trat er in den dänischen diplomatischen Dienst. Von 1832 bis 1841 war er dänischer Gesandter in London.
1849, nach dem Tod seines Onkels Otto von Blome (1770–1849), übernahm er das Fideikommiss des Gutes Heiligenstedten mit den Marschgütern Bahrenfleth, Bekmünde, Bekhof und Blomesche Wildnis. Er gehörte 1848 der schleswig-holsteinischen Landesversammlung an und war von 1851 bis 1852 Vorsitzender der Obersten Zivilbehörde in den Herzogtümern. 1852 bis 1856 war er Verbitter (Rechtsvertreter) des Adeligen Klosters Itzehoe. 1856 wurde er Mitglied des dänischen Reichsrats. In den Auseinandersetzungen über die Schleswig-Holstein-Frage lehnte er die Erbansprüche von Schleswig-Holstein-Sonderburg-Augustenburg ab. Er befürwortete 1864 den Anschluss der beiden Herzogtümer an das Königreich Preußen, was zwei Jahre später verwirklicht wurde.
Er heiratete 1823 Franziska von Reventlow (1803–1856), eine Tochter des Generals Graf Heinrich von Reventlow auf Wittenberg und der Sophie Anna geb. Gräfin Baudissin. Das Paar hatte vier Söhne und sechs Töchter.
Blome starb mit 77 Jahren und wurde in Probsteierhagen beigesetzt.